# Kaloň rodriguezský
Kaloň rodriguezský (Pteropus rodricensis), též kaloň zlatý, je druh letouna z čeledi kaloňovití, který se endemicky vyskytuje na mauricijském ostrově Rodrigues.

## Systematika
Druh popsal irský zoolog George Edward Dobson v roce 1878. Na základě fylogenetické studie využívající mitochondriální DNA byl za nejbližšího příbuzného kaloně rodriguezského určen kaloň malajský (Pteropus vampyrus). Oba druhy se od sebe oddělily někdy před 680 tisíci lety.

## Výskyt
Tento kaloň se endemicky vyskytuje na mauricijském ostrově Rodrigues. Původně se vyskytoval v primárním lese, avšak nově obývá i sekundární lesní fragmenty. Vyskytuje se do 400 m n. m. Celková populace druhu se k roku 2017 odhadovala na 20 000 dospělců.

## Popis
Dosahuje výšky kolem 35 cm, váhy 250–300 g, rozpětí křídel se pohybuje kolem 75–90 cm. Hlava, krk a ramena jsou zlaté, zbytek těla včetně křídel je černý.

## Biologie
Živí se býložravě, do jeho jídelníčku patří ovoce, nektar a pyl.

## Ohrožení a lidé
Jedná se o ohrožený druh. K hlavním hrozbám druhu patří odlesňování, zejména zánik nárazníkových pásem lesa, které byly zabrány pro zemědělské účely, takže zbývající lesní fragmenty jsou vysoce náchylné tropickým cyklonám, které mohou vyhladit i více než 50 % populace. Vedle přímých ztrát odvátím kaloňů na volné moře cyklony způsobují i devastaci potravních zdrojů. Hlavně v minulosti patřil k hlavním hrozbám i lov na maso, avšak ten je v moderních dobách sporadický.
Kaloň rodriguezský je chován v několika evropských zoologických zahradách včetně Česka.